# Жылымды
Жылымды (каз. Жылымды) — село в Зерендинском районе Акмолинской области Казахстана. Входит в состав Булакского сельского округа. Код КАТО — 115637500.

## География
Село расположено на северо-западе района, в 51 км на северо-запад от центра района села Зеренда, в 10 км на северо-запад от центра сельского округа села Еленовка.

### Улицы[2]
- ул. Мектеп,
- ул. Шетки,
- ул. Шолак.

### Ближайшие населённые пункты
- село Акан в 6 км на западе,
- село Карагай в 7 км на востоке,
- село Еленовка в 10 км на юго-востоке,
- село Жолдыбай в 11 км на северо-востоке.

## Население
В 1989 году население села составляло 378 человек (из них казахов 100%).
В 1999 году население села составляло 305 человек (149 мужчин и 156 женщин). По данным переписи 2009 года, в селе проживало 208 человек (103 мужчины и 105 женщин).
| Численность населения | Численность населения | Численность населения |
| 1989                  | 1999                  | 2009                  |
| --------------------- | --------------------- | --------------------- |
| 378                   | ↘305                  | ↘208                  |